# Morgen ist die Ewigkeit
Morgen ist die Ewigkeit (Originaltitel: Tomorrow is Forever) ist ein US-amerikanischer Liebesfilm aus dem Jahre 1946 mit Claudette Colbert, George Brent und Orson Welles in den Hauptrollen.

## Handlung
Der Erste Weltkrieg ist fast beendet. Elizabeth lebt in Baltimore und arbeitet für die Chemiefabrik der Familie Hamilton. Geschäftsführer des Unternehmens ist Lawrence Hamilton. Mit dem Kriegsende erfährt Elizabeth, die schwanger ist, vom Tod ihres Mannes. Sie heiratet Lawrence Hamilton und kommt kurz nach der Heirat mit ihrem Sohn Drew nieder. Drew erfährt nie, wer sein wirklicher Vater war. In Österreich liegt ein schwerverletzter amerikanischer Soldat in einem Krankenhaus. Er wird von Dr. Ludwig behandelt. Der Soldat ist John MacDonald, der an Amnesie leidet. Wieder genesen, nimmt er eine neue Identität an und nennt sich Erich Kessler.
1939. In Europa bricht der Zweite Weltkrieg aus. Drew Hamilton beendet gerade das College. Er und seine Freunde möchten wie viele junge Amerikaner in den Krieg ziehen und gegen die Nazis kämpfen. Ihr Plan besteht darin, nach Kanada zu gehen und in die Royal Canadian Air Force eintreten. Elizabeth ist strikt dagegen. Ausgerechnet jetzt erhält die Familie Besuch des österreichischen Chemikers Erich Kessler, der mit seiner Tochter Margaret vor den Nazis aus Österreich geflohen ist. In Wirklichkeit ist Margaret die Tochter von Dr. Ludwig, der gemeinsam mit seiner Frau von den Nazis ermordet wurde. Konfrontiert mit Plätzen seiner eigenen Vergangenheit, bekommt Kessler kleine Erinnerungsschübe. Auch Elizabeth erkennt Ähnlichkeiten zu ihrem gefallenen ersten Mann.
Kessler liefert Drew mit seinen Erzählungen weitere Argumente für seinen Willen, gegen die Nazis zu kämpfen. Entgegen der Erlaubnis der Eltern macht sich Drew auf nach Kanada. Kessler, der immer noch unter den Folgen seiner Verletzung leidet und ein kranker Mann ist, folgt ihm und bringt ihn zurück nach Hause. Kessler möchte die Vergangenheit ruhen lassen. Er stirbt an einem Herzinfarkt. Elizabeth kann sich nun der Zukunft widmen.

## Hintergrund
Für die Hauptrolle in der Verfilmung von Gwen Bristows Roman Tomorrow is Forever war zunächst Irene Dunne im Gespräch. Claudette Colbert wiederholte ihre Rolle noch zwei Mal in Radiohörspielen: 1946 mit Van Heflin für Lux Radio Theatre und 1950 neben Jeff Chandler für Hallmark Playhouse. Natalie Wood spielte ihre erste Sprechrolle, nachdem sie 1943 als Statistin in einem anderen Film von Irving Pichel aufgetreten war.

## Kritiken
„Ein sehr sentimentales, aber gut gespieltes Drama.“